# Kolonia Zaczopki
Kolonia Zaczopki (do 31 grudnia 2021 Zaczopki) – kolonia w Polsce położona w województwie lubelskim, w powiecie bialskim, w gminie Rokitno.
W latach 1975–1998 miejscowość administracyjnie należała do województwa bialskopodlaskiego.
Wieś jest sołectwem w gminie Rokitno.